# فرقة قانونية كبرى
في الميكانيكا الإحصائية، الفرقة القانونية الكبرى (بالإنجليزية: Grand canonical ensemble)‏ (المعروف أيضا باسم الفرقة القانونية الجاهرية) هي مجموعة إحصائية التي تستخدم لتمثيل الحالات الممكنة لنظام ميكانيكي من الجسيمات التي تكون في حالة توازن ديناميكي حراري (حراري وكيميائي) مع خزان. يقال إن النظام مفتوح بمعنى أنه يمكن للنظام تبادل الطاقة والجسيمات مع خزان، بحيث يمكن أن تختلف الحالات الممكنة المختلفة للنظام في كل من طاقتها الكلية والعدد الكلي للجسيمات. ويحتفظ بحجم النظام وشكله والإحداثيات الخارجية الأخرى كما هي في جميع الحالات الممكنة للنظام.